# Costa Calma

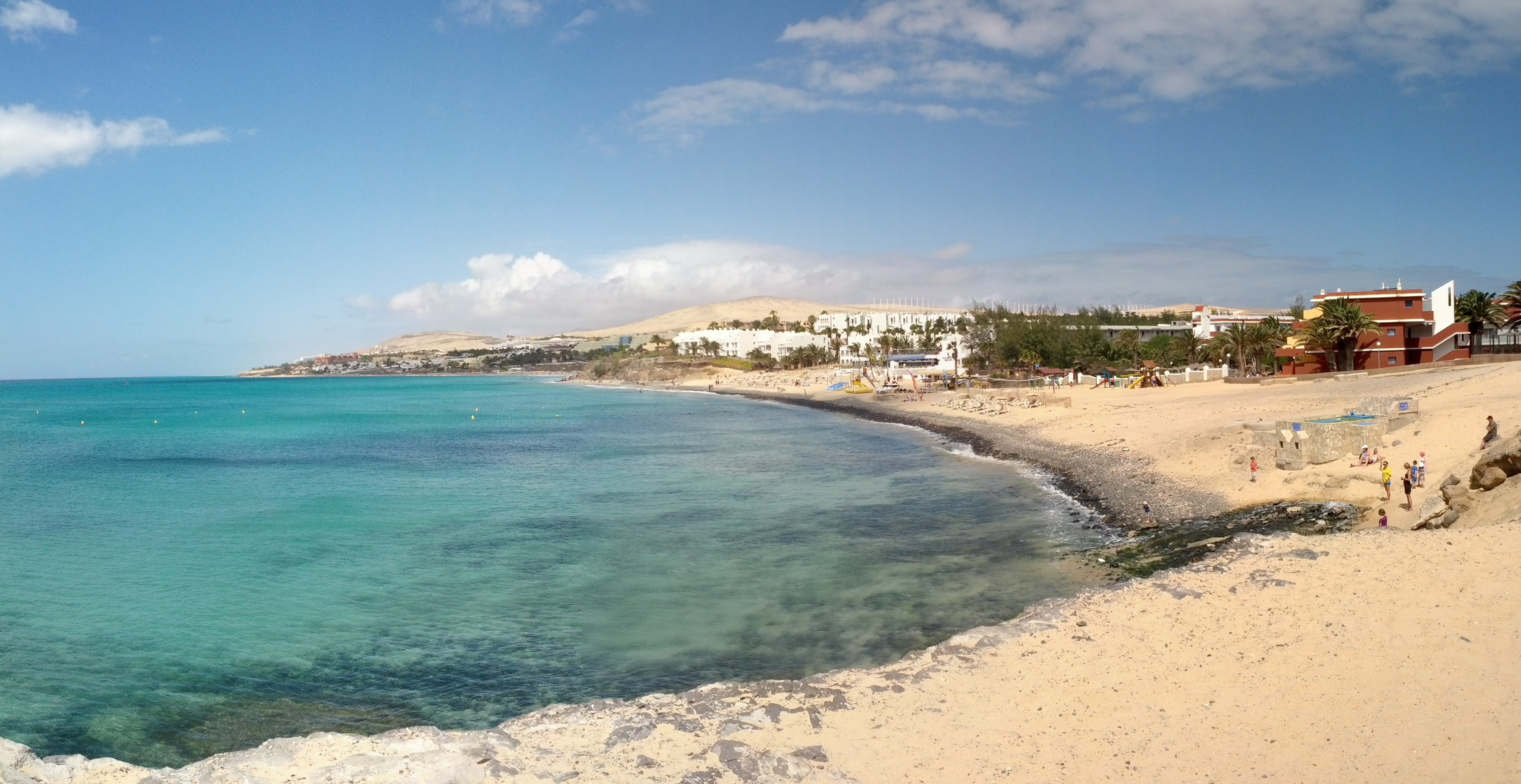
Pláž Costa Calma Beach

Costa Calma je třetí největší město na ostrově Fuerteventura, který patří ke španělskému autonomnímu společenství Kanárské ostrovy a provincii Las Palmas. Město leží na východní části poloostrova Jandía, jež leží v jižni části ostrova Fuerteventura. Je součástí obce Pájara.
Toto turistické letovisko bylo dříve jen malá obec s několika málo obyvateli, později vyrostlo díky turistickému ruchu. Je zde mnoho pláží, například pláž Costa Calma Beach. Ve městě jsou převážně luxusní hotely a restaurace a také fotbalový stadion.